# Lüdinghausen
Lüdinghausen é uma cidade da Alemanha, localizado no distrito de  Coesfeld, região administrativa de Münster, estado da Renânia do Norte-Vestfália.
Pertence à rede das Cidades Cittaslow.